# نباض

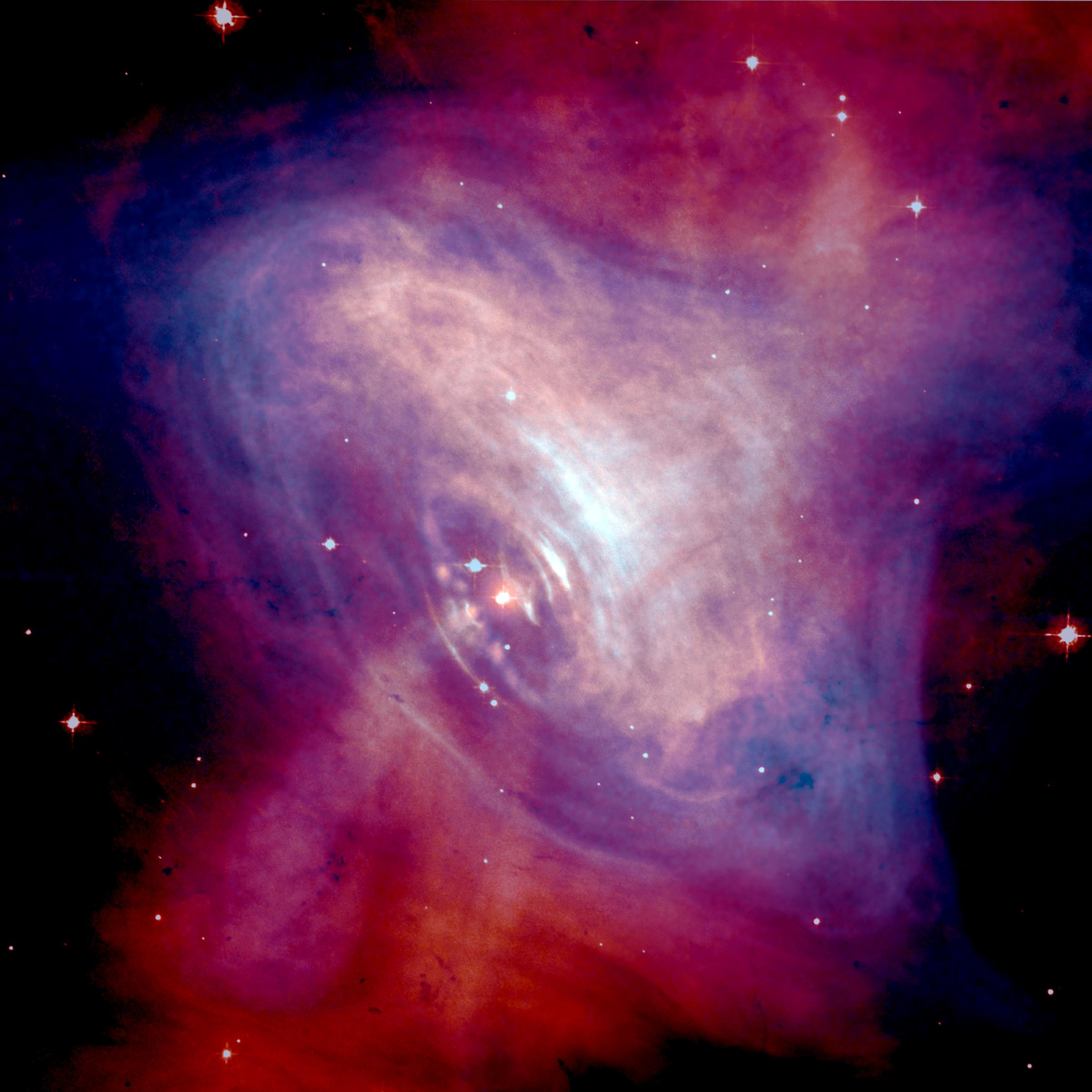
صورة مركبة لصورة ضوئية (أحمر) وصورة لأشعة إكس (أزرق) القادمة من نباض سديم السرطان (M 1) تبين تأثر الغازات المحيطة بالمجال المغناطيسي الشديد للنباض وتحثها على إصدار الإشعاع.

النبّاض أو النباض الإشعاعي أو المنبع الراديوي النابض (بالإنجليزية: Pulsar، وهو اختصار لـ Pulsating radio source)‏ هو نجم نيوتروني شديد الدوران والمغنطة يصدر حزمًا من الإشعاع الكهرومغناطيسي من أقطابه المغناطيسية. يمكن ملاحظة هذا الإشعاع فقط عندما تكون حزمة الانبعاث موجهة نحو الأرض (على غرار الطريقة التي يمكن بها رؤية الضوء الصادر من منارة عندما يتم توجيه الضوء في اتجاه المراقب)، هذه الحزم هي المسؤولة عن المظهر النبضي للانبعاث. النجوم النيوترونية كثيفة للغاية ولها فترات تردد قصيرة ومنتظمة. ينتج عن هذا فاصل زمني دقيق للغاية بين النبضات التي تتراوح من ميلي ثانية إلى ثانية لنباض فردي. يعتقد أن النباضات هي أحد مصادر الأشعة الكونية فائقة الطاقة. (انظر أيضًا آلية التسارع بالطرد المركزي).
تعتبر ترددات النباضات أدوات مفيدة جدًا لعلماء الفلك. ملاحظات العلماء لنباض في نظام نجمي نيوتروني ثنائي أكدت بشكل غير مباشر على وجود إشعاع الجاذبية. في عام 1992 اكُتشفت أول كواكب خارج المجموعة الشمسية حول النباض (PSR B1257 + 12). في عام 1983 اكشفت أنواع معينة من النباض التي (في ذلك الوقت) كانت أكثر دقة من الساعات الذرية في الحفاظ على الوقت.
النباض يتغير لمعانها أو تألقها فعليا وليست كالنجوم الثنائية، والنباض هو نجم نيوتروني يدور حول نفسه بسرعة عالية تصل إلى (دورة كلّ 0.3إلى 3ثواني) مصدرا موجات راديوية وإشعاعات. أهمّ مثال نباض الثور [الإنجليزية] في سديم السرطان في برج الثّور الّذي خلّفه المستعر الأعظم المرصود سنة 1054 م.وقد ظل يشع لمدة سنتان حتى بلغ من شدة الإضاءة انه كان يرى في النهار، ثم خبأ فأحتجب عن أنظار الناس ثم عن ذاكرتهم، وفي عام 1731م، بدأ الفلكيون ينظرون إلى السديم بالمناظير، وقد تكونت لديهم شيئا فشيئا نظرية مؤداها أن هذا السديم عبارة عن حطام نتج عن كارثة سماوية حدثت منذ حوالي 900عام، وقد جاء الدليل على صحة نظريتهم أولا في عام 1921م، حين نشرت بعض الوقائع التأريخية الصينية القديمة، وفيها ذكر لتأريخ الانفجار، ثم ظهرت عام 1934م، كتابات يابانية قديمة شبهت ضوء السديم بضوء المشتري، وهو ما إتضح منه أن هذا في حقيقته نجما هائلا، أي مستعر أعظم (سوبر نوفا).
ومنها نجم أعجوبة قيطس المتغير في كوكبة قيطس، وهنالك نجم آخر يتغير لمعانه هو منكب الجوزاء على كتف الجبار اليسرى، ومع إن هذا النجم هو أشد النجوم لمعانا في السماء وباستمرار ولكنه يكون أقل تألقا في أحيان أخرى.
والنجوم التي تشبه أعجوبة قيطس ومنكب الجوزاء ونباض الثور تسمى نجوم متغيرة أو نابضة، لأن تغير لمعانها لا ينجم عن مرور نجم آخر أمامها، ولكن لمعانها ينقص ويزداد نتيجة تغيرات داخلية في قلب النجم.
ويعتقد علماء الفلك إن الأشعاع يتجمع داخل النجم أو يختزن فيه فترة زمنية ويعجز عن الانطلاق بحيث يبقى النجم معتما إلى أن ينفجر محررا كمية كبيرة من الطاقة المخزونة، فيزداد النجم لمعانا لفترة معينة، ومع تلاشي الأشعاع يعود النجم قاتما مرة أخرى.
ويحدث أن ينفجر النجم أنفجارا قويا دافعا وقاذفا بعض غاز النجم مسافة بعيدة محدثا انفجارا رهيبا، ويزداد لمعان النجم ألوف المرات إلى فترة قصيرة جدا، (وقد يكون النجم قاتما جدا لا يرى ولكنه يشرق إشراقا ساطعا كأنه نجم جديد) فيدعى في مثل هذه الحالة بالنجم المستعر أو المستعرات المتجددة أو المتألقة (سوبر).
وقد يكون الانفجار شديدا جدا إلى درجة بحيث يتفتت النجم تفتتا تاما ويزداد لمعانه ملايين المرات لفترة زمنية قصيرة، ويسمى في هذه الحالة بالنجم فائق التألق، أو المستعر الأعظم (سوبر نوفا).

## طبيعة النباض

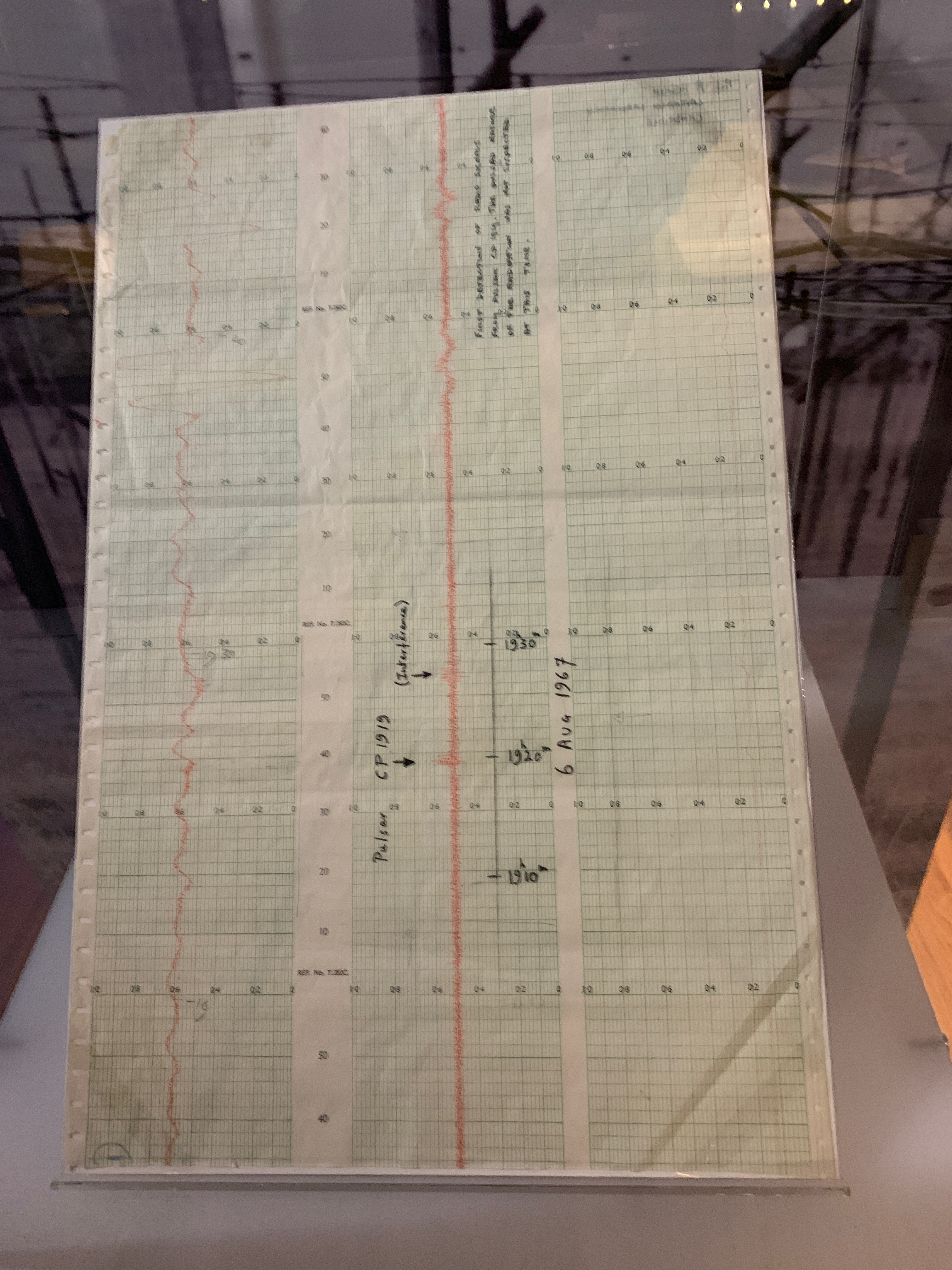

رسم توضيحي للنباض وفي مركزه نجم نيوتروني وتمثل المنحنيات مجاله المغناطيسي، ويمثل القمعان الأزرقان عبر قطبيه المغناطيسيين فيض إشعاعه. المحور الرأسي يمثل محور دورانه حول نفسه.

دورة إصدار نباض الشراع.

النباض هو نجم نيوتروني يدور بسرعة عظيمة حول محوره. عندما ينتهي عمر نجم أضخم من الشمس وينفذ وقودة النووي، ينهار النجم على نفسه تحت تأثير جاذبيته العظيمة، مكونا نجم نيوتروني شديد الكثافة حيث يصبح قطره عدة كيلومترات فقط. وهذا هو السر في سرعة دورانه الذي قد يصل إلى دورة كل 03و0 من الثانية. وتكون سرعة دورانه هذه بدقة فائقة تتعدي دقة ساعة ذرية. وعادة ينحرف محور التناظر لمجاله المغناطيسي عن محور دورانه مما يساعد على إصدار إشعاع سنكتروني على طول محور مجاله المغناطيسي. فإذا كانت الأرض في اتجاه الأشعة الصادرة منه تستقبل الأرض شعاعا دوارا منتظما مثل شعاع الفنار على البحار. ويصدر النباض معظم إشعاعاته في منطقة تردد الموجات الراديوية وأحيانا تمتد إلى تردد أشعة إكس. ومن ضمن 1700 نايض معروفين يوجد 5 أو 7 فقط ما يصدر أيضا في منطقة الضوء المرئي من الطيف.
تختلف دورة دوران النباضين بين 01و0 و 8 ثوان وذلك بالنسبة للنباض المنفرد الذي ليس له تابع، وينبض كل منها في منتهى الدقة. وينقص معدل نبضه بمعدل 10−15 في الثانية وبذلك يتحدد عمره بنحو 10 ملايين سنة.

## الصوت
يمكن الاستماع لأصوات الطرق الناتجة عن هذا النجم علما بأن هذه النجوم لا تصدر اصواتا بل يتم تحويل الموجات الراديوية الصادرة منها إلى صوتية:

## معرض

صورة متحركة - نباض السرطان - bright pulse & interpulse.